# Коно, Таэко
Таэко Коно (яп. 河野 多惠子 Ко:но Таэко, 30 апреля 1926 года — 29 января 2015 года) — японская писательница. Считается одним из столпов современной японской литературы.

## Творчество
Начинала литературный путь в 1950-х годах в додзинси Фумио Нива «Литератор». Привлекла к себе внимание рассказом «Охота на детей» (幼児狩り, 1961). Основные сочинения: «Краб» (蟹, 1963, премия Акутагавы), «Последний раз» (最後の時, 1966, премия женской литературы), «Неожиданный голос» (不意の声, 1968, премия Ёмиури), «Однолетняя пастораль» (一年の牧歌, 1980, премия Танидзаки), «Странная история о поисках мумии» (みいら採り猟奇譚, 1991, премия Номы), «История о последствиях любви» (後日の話, 1999, премия Ито и премия Майнити), «Совместная собственность» (半所有者, 2002, премия Кавабаты); литературоведческие работы: «Желание утверждения в творчестве Танидзаки» (谷崎文学と肯定の欲望, 1976), «Как читать Танидзаки?» (いかにして谷崎潤一郎を読むか, 1999), «Двенадцать глав о секретах прозы» (小説の秘密をめぐる十二章, 2002) и др.
С 1984 года — член Японской академии искусств. Награждена государственным Орденом за вклад в культуру (2002). Вместе с Минако Оба первой из женщин вошла в состав жюри премии Акутагавы (участвовала в нём до 2007 года). Творчество Танидзаки, которому ей посвящены многочисленные работы, оказало на Коно решающее влияние: в своих произведениях, написанных скупым реалистическим языком и в то же время тематически строящихся вокруг откровенно эпатажных тем вроде мазохизма и половых извращений, она подвергает глубокому и разностороннего критическому анализу общественные стереотипы и основания человеческой психики.